# Don Giovanni in Sicilia (film)
 (novembre 2017).
Si vous disposez d'ouvrages ou d'articles de référence ou si vous connaissez des sites web de qualité traitant du thème abordé ici, merci de compléter l'article en donnant les références utiles à sa vérifiabilité et en les liant à la section « Notes et références ».
Pour plus de détails, voir Fiche technique et Distribution.
Don Giovanni in Sicilia est un film italien d'Alberto Lattuada sorti en 1967.

## Synopsis
Lattuada suit les lignes directrices du roman homonyme dû à Vitaliano Brancati : Giovanni Percolla, jeune avocat catanais mène une existence morne et paresseuse auprès de ses trois sœurs, de vieilles filles qui ne cessent de le choyer. Son occupation principale consiste à traquer la gent féminine et à entretenir, avec d'autres amis masculins, de nombreux fantasmes sexuels. Or, l'arrivée en ville de Ninetta, une fille de l'aristocratie helvète qui semble être attirée par sa personnalité, le trouble profondément. Il s'éprend d'elle et l'épouse. Après s'être séparé de ses sœurs, il s'installe avec Ninetta, au Nord, à Milan. Là, il parvient à arracher un poste intéressant qui lui permet de progresser en affaires. Sa vie amoureuse le laisse néanmoins insatisfait. Dès lors, son travail, très contraignant pourtant, ne l'empêche pas de courtiser d'autres femmes : en particulier, Wanda, l'épouse d'un concurrent. Hélas, Wanda finit dans les bras d'un de ses amis catanais. Écœuré, puis lassé par l'ambiance milanaise, Giovanni retourne en Sicile où il renoue avec ses anciennes habitudes et son mode de vie nonchalant. Lattuada a, d'une part, modifié l'état d'esprit du héros à Milan et, aspect plus important encore, l'époque du roman : Brancati situe son récit, paru en 1942, à son époque, le fascisme, tandis que le cinéaste le transporte à la sienne, celle du miracle économique italien.

## Fiche technique
- Titre original : Don Giovanni in Sicilia
- Réalisation : Alberto Lattuada
- Scénario : A. Lattuada, Sabatino Ciuffini, Attilio Riccio et Giorgio Salvioni, d'après le roman homonyme de Vitaliano Brancati, publié en 1942.
- Photographie : Roberto Gerardi
- Montage : Roberto Perpignani
- Musique : Armando Trovajoli
- Décors : Gisella Longo
- Costumes : Berenice Sparano
- Production : Adelphia Cinematografica, Attilio Riccio
- Pays d'origine :  Italie
- Genre : comédie
- Format : Couleur
- Durée : 104 minutes
- Sortie : 
  - Italie : 21 avril 1967

## Distribution
- Lando Buzzanca : Giovanni Percolla
- Katia Moguy : comtesse Ninetta Marconella
- Katia Christine : Françoise
- Ewa Aulin : Wanda
- Stefania Careddu : la patronne de l'établissement
- Carletto Sposito : Scannapieco
- Pino Ferrara : Muscarà
- Leo Toeplitz : Valsacchi
- Giovanni Petrucci